# الحسن بن مخلد بن الجراح
الحسن بن مخلد بن الجراح كان أحد كبار مسؤولي الخلافة العباسية. وُلِد مسيحيًا نسطوريًا، واعتنق الإسلام في أواخر حياته، وشغل منصب السكرتير في عهد الخليفة المتوكل على الله (حكم من 847 إلى 861). وفي عهد الخليفة المعتمد (حكم من 870 إلى 892) شغل مرتين أعلى منصب إداري مدني، وهو منصب الوزير ، أولًا في عام 877 ومرة أخرى في عام 878/9. عزله الوصي القوي، شقيق الخليفة الموفق، ونُفي إلى مصر ثم إلى أنطاكية، حيث توفي على الأرجح في عام 882.
كما تولى ابنه سليمان منصب وزير الخلافة ثلاث مرات.